# قطاس بري
القَطَاس البرّيّ أو القَطَاس الأخرس أو الياك البرّيّ هو حيوان مجتر يعيش في التبت والنيبال وفي بوتان إضافةً إلى شمال الصين في غانسو وصولاً إلى منغوليا إلى ارتفاعات قد تبلغ أحياناً 5400 متر. وهو ينتمي إلى فصيلة البقريات، يتميز بحجمه الكبير وصوفه الناعم الملمس. وهو سلف القطاس الأليف.
قد يصل طول القطاس الوحشي الذكر عند الكتفين إلى 2 - 2.2 متر والأنثى إلى ثلث هذا القياس، أما القطاس المستأنس فحوالي 1.6 - 1.8 متر. كلا النوعان يمتلكان شعراً طويلاً وأشعث يحميهما من البرد في مناطق عيشهم المعروفة بمناخها الشديد البرودة. تتراوح ألوان القطاس بين البني والأسود، والأبيض أيضاً لكن في نوعه المستأنس فقط. ويمتلك القطاس قروناً على اختلاف جنسيه.
ويتميز هذا الحيوان بصلابة الهيكل العظمي، وذلك مما يجعل سكان تلك المناطق يستخدمون عظامه لصناعة المنحوتات بمختلف اشكالها.